# Ясенево-Пільнівська сільська рада
| Ясенево-Пільнівська сільська рада — орган місцевого самоврядування у Городенківському районі Івано-Франківської області з адміністративним центром у с. Ясенів-Пільний. Сільській раді підпорядковані населені пункти: - с. Ясенів-Пільний — населення 3 278 ос.; площа 29,577 км²; засн. в 1472 році. |

## Склад ради
Рада складається з 20 депутатів та голови.

### Керівний склад ради
| ПІБ                        | Основні відомості                                                           | Дата обрання | Дата звільнення |
| -------------------------- | --------------------------------------------------------------------------- | ------------ | --------------- |
| Струтинський Іван Іванович | Сільський голова, 1976 року народження, освіта, член Народного Руху України | 26.03.2006   | 31.10.2010      |
| Струтинський Іван Іванович | Сільський голова, 1975 року народження, освіта вища, безпартійний           | 31.10.2010   |                 |

Примітка: таблиця складена за даними джерела